# Жак Анкетіль
Жак Анкетіль (фр. Jacques Anquetil; 8 січня 1934, Мон-Сент-Еньян — 18 листопада 1987, Руан) — французький професійний велогонщик, універсал, один з найбільш титулованих велогонщиків в історії. Анкетіль є п'ятикратним переможцем Тур де Франс, він двічі святкував успіх на Джиро д'Італія і один раз ставав тріумфатором Вуельти Іспанії, ставши першим велогонщиком, який виграв всі три Гранд-тури (1963).

## Досягнення

### Гранд Тур
Тур де Франс
1957 —  Перемога; 4 етапи виграні; 16 днів у жовтій майці
1959 — 3-й
1961 —  Перемога; 2 етапу виграні; 21 день у жовтій майці
1962 —  Перемога; 2 етапи виграні; 3 дня у жовтій майці
1963 —  Перемога; 4 етапи виграні; 5 днів у жовтій майці
1964 —  Перемога; 4 етапи виграні; 5 днів у жовтій майці
Джиро д'Італія
1959 — 2-й; 2 етапу виграні; 7 днів у рожевій майці
1960 —  Перемога; 2 етапи виграні; 11 днів у рожевій майці
1961 — 2-й; 1 етап виграний; 4 дня в рожевій майці
1964 —  Перемога; 1 етап виграний; 17 днів у рожевій майці
1966 — 3-й
1967 — 3-й
Вуельта Іспанії
1963 —  Перемога; 1 етап виграний; 16 днів у золотій майці

### Інші перемоги
- Рейтинг Super Prestige Pernod International (1961, 1963 1965, 1966)
- Гран-прі націй (1953, 1954, 1955, 1956, 1957, 1958, 1961, 1965, 1966)
- Льєж — Бастонь — Льєж (1966)
- Гент — Вевельгем (1964)
- Бордо — Париж (1965)
- Критеріум ду Дофіне Лібере (1963, 1965)
- Париж — Ніцца (1957, 1961, 1963, 1965, 1966)
- Тур Басконії (1969)
- Чотири дні Дюнкерка (1958, 1959)